# Alexander von der Marwitz
Alexander von der Marwitz (* 4. Oktober 1787 in Berlin; † 11. Februar 1814 in Montmirail) war ein brandenburgischer Adliger und Gutsherr.

## Leben
Christian Gustav Alexander von der Marwitz war eines von fünf Kindern des Königlichen Kammerherrn und späteren Hofmarschalls Behrendt Friedrich August von der Marwitz (1740–1793). Einer seiner Brüder war der spätere preußische General und Politiker Friedrich August Ludwig von der Marwitz.
Im Sommer 1794 wurde er dem Hofprediger Arens in Küstrin in Pension und zum Schulunterricht übergeben und kam danach auf das Gymnasium zum Grauen Kloster in Berlin. Ostern 1804 verließ er die Schule und ging zum Studium der Rechte erst an die Universität in Frankfurt an der Oder, später für anderthalb Jahre nach Halle.
Er freundete sich im Mai 1809 in Berlin mit Rahel Varnhagen an und stand bis zu seinem Tod mit ihr in einem Briefwechsel.
Zuerst in russischen und österreichischen Diensten nahm er an den Befreiungskriegen teil. Im preußischen Yorckschen Corps fiel er in der Schlacht bei Montmirail. Er wurde dort in einem Massengrab beerdigt.
Sein Bruder setzte ihm auf dem Friedhof von Friedersdorf einen Gedenkstein.

## Werke
- Rahel Varnhagen: Briefwechsel. Band I: Rahel und Alexander von der Marwitz (insgesamt 4 Bände), Winkler, München 1979.